# ایدزبرگ
ایدزبرگ (به لاتین: Eidsberg) یک منطقهٔ مسکونی در نروژ است که در اوستفولد واقع شده‌است. ایدزبرگ ۲۳۶ کیلومتر مربع مساحت و ۱۰٬۱۲۱ نفر جمعیت دارد.

## خواهرخوانده
شهر بخش نخو خواهرخواندهٔ ایدزبرگ هست.